# Christian Storm
Christian Storm (* 13. März 1971 in Dortmund) ist ein deutscher Schauspieler.
Nach seiner Ausbildung zum Hotel- und Restaurantfachmann arbeitete er in verschiedenen Münchner Gastronomiebetrieben. Seine Arbeit als TV-Darsteller begann er zunächst in der Sat.1-Serie Richter Alexander Hold. Von 2003 bis 2009 spielte er in der Pseudo-Doku Lenßen & Partner einen Privatermittler für Rechtsanwalt Ingo Lenßen. Ende 2009 stand er für Lenßen – Der Film vor der Kamera. In der Folge Formel Zukunft von Alarm für Cobra 11 – Die Autobahnpolizei hatte er 2010 einen Gastauftritt. Außerdem spielte er im Pilotfilm von Turbo & Tacho den verdeckten Polizisten Müller.

## Filmografie
- 2003–2009: Lenßen & Partner
- 2009: Lenßen – Der Film
- 2010: Alarm für Cobra 11
- 2012:  "Lenßen" Gastrolle als Trauzeuge (Folge: "Endstation Essen")
- 2013: Turbo & Tacho